# Sangvi
Sangvi est un village de Parola Taluka dans le District de Jalgaon du Maharashtra en Inde.

## Géographie
Sangvi est situé dans la région de Khandesh et sur la Route nationale 6 menant d'Agra à Mumbai.